# مائه‌ساوا، ایواته
مائه ساوا، ایواته (به لاتین: Maesawa) یک منطقهٔ مسکونی در ژاپن است که در ناحیه توهوکو واقع شده‌است. مائه ساوا ۱۵٬۱۱۱ نفر جمعیت دارد.